# 东城街道 (清远市)
东城街道，是中华人民共和国广东省清远市清城区下辖的一个乡镇级行政单位。2020年人口259933人。

## 行政区划
东城街道下辖以下地区：
白庙社区、青云社区、平安社区、莲发社区、江埗村、新桥村、新星村、石板村、长埔村、澜水村、大塱村、平塘村、黄金布村和莲塘村。